# Profesionalen Futbolen Klub Pirin Blagoevgrad
Il Profesionalen Futbolen Klub Pirin Blagoevgrad (in bulgaro Професионален Футболен Клуб Пирин Благоевград, Club Calcistico Professionistico Pirin Blagoevgrad), chiamato comunemente PFK Pirin Blagoevgrad o Pirin Blagoevgrad, è stata una società calcistica con sede a Blagoevgrad, in Bulgaria. 

## Storia
Fondato nel 1922 con il nome di Makedonska Slava ("gloria macedone"), nel 1948 il club si fuse con il FD Julius Dermendžiev, assumendo la denominazione di quest'ultimo. Nel 2000 fu rifondato con il nome di Makedonska Slava dopo l'unificazione con il Granit Stara Kresna.
Nel 2002-2003 ottenne per la prima volta la promozione nella A PFG, la massima serie del campionato bulgaro, grazie al secondo posto nella B PFG, la seconda serie bulgara.
Sotto la gestione di Nikolaj Galčev, la squadra fu ridenominata, nel 2004-2005, Pirin 1922 e tornò in massima serie nel medesimo anno, disputando il campionato di massima divisione nella stagione 2005-2006. Nel 2006 subì un nuovo cambio di denominazione, passando al nome PFC Pirin Blagoevgrad. La stagione 2007-2008 vide il club vincere il Gruppo Ovest del B PFG, tornando in massima serie.
Nel dicembre 2008 il club si fuse con il FC Pirin, che militava nel Gruppo Ovest del B PFG. La nuova società fu chiamata OFC Pirin Blagoevgrad, erede legittima della tradizione sportiva del Pirin, che conta oltre 20 stagioni nella massima serie nazionale.

## Palmarès

### Competizioni nazionali
- Vtora profesionalna futbolna liga: 1

2006-2007
- Treta amat'orska futbolna liga: 1

2013-2014

### Competizioni internazionali
- Coppa Intertoto: 1

1979

### Altri piazzamenti
- Coppa di Bulgaria:

Finalista: 1981, 1991-1992, 1993-1994, 2008-2009
Semifinalista: 1981-1982, 1987-1988, 2004-2005, 2010-2011
- Vtora profesionalna futbolna liga:

Secondo posto: 2003-2004, 2004-2005, 2014-2015
Terzo posto: 2000-2001
- Treta amat'orska futbolna liga:

Terzo posto: 2012-2013